# Красникова Нателла Архипівна
Нателла Архипівна Красникова (рос. Нате́лла Архи́повна Кра́сникова, 14 жовтня 1953, Могоча, Читинська область) — радянська хокеїстка на траві. Відома за виступами за клуби «Спартак» із Московської області, у якому стала чемпіонкою СРСР у 1981 році, та «Колос» із Борисполя, де була багаторічним капітаном команди та багаторазовою чемпіонкою СРСР. Бронзовий призер Олімпійських ігор 1980 року. Заслужений майстер спорту СРСР. Нагороджена медаллю «За трудову доблесть».

## Спортивна кар'єра
Нателла Красникова народилась у місті Могоча Читинської області. У 1975 році вона закінчила факультет фізвиховання Читинського педінституту. Початково Нателла Красникова займалась баскетболом, але пізніше захопилась хокеєм на траві. У 1978 році розпочала виступи за хокейний клуб радянського вищого дивізіону «Спартак», який представляв Московську область. Із 1979 року почала запрошуватись до складу радянської жіночої збірної з хокею на траві. У 1980 році разом із радянською збірною стала бронзовим призером домашньої Олімпіади для збірної СРСР, поступившись збірним Чехословаччини та Зімбабве. У 1981 році у складі радянської збірної стала бронзовим призером чемпіонату світу серед жінок. У тому ж році в складі підмосковного «Спартака» уперше стала чемпіонкою СРСР. 
У кінці 1982 року Нателла Красникова разом із головним тренером «Спартака» Володимиром Меньшиковим, а також із іншими хокеїстками підмосковної хокейної команди, сестрами Оленою і Ольгою Кондруцькими, була запрошена до українського хокейного клубу «Колос» із Борисполя. Початково перед командою ставилось завдання закріпитися у найвищому радянському хокейному дивізіоні, проте несподівано для всіх до того скромна команда з невеликого українського міста впевнено перемогла в чемпіонаті СРСР. Нателла Красникова стала не просто капітаном, а й справжнім лідером команди, та її найкращими бомбардиром. Разом із командою Красникова ще чотири рази ставала чемпіонкою СРСР у 1985, 1987, 1988 та 1989 роках. У 1983 році Нателла Красникова завоювала срібні медалі Спартакіади народів СРСР. У складі команди «Колос» двічі виходила у фінал Кубку європейських чемпіонів з хокею на траві серед жінок, і, хоча обидва рази бориспільський клуб поступався нідерландському ХГК «Вассендаар», але найбільшою проблемою для хокеїсток голландського клубу, згідно спогадів їх багаторічного тренера, була саме нейтралізація Нателли Красникової. За виступи у складі «Колоса» західна преса присвоїла їй прізвисько «Natella The Great» («Нателла Велика»). 
У складі збірної Нателла Красникова виступала з 1979 року, і до 1989 року зіграла у складі збірної 173 матчі, в яких відзначилась 220 м'ячами у ворота суперників. Цей результат дотепер є найкращим за всю історію трав'яного хокею. У складі збірної Красникова була бронзовим призером чемпіонату світу 1981 року в Буенос-Айресі, та двократним призером чемпіонатів Європи — срібним призером у 1984 році в Ліллі і бронзовим у 1987 році в Лондоні. Нателла Красникова у складі збірної була переможницею міжнародного турніру «Дружба-84», який був організований у зв'язку із бойкотом Радянським Союзом та більшістю інших соціалістичних країн Олімпійських ігор в Лос-Анджелесі (хоча рівень цього турніру, за визнанням деяких його учасників, був нижчим за рівень паралельного олімпійського турніру), та Міжконтинентального Кубку 1985 року, який проходив у Буенос-Айресі. За неперевершену гру на турнірі в аргентинській столиці Нателлі Красниковій місцеві уболівальники присвоїли прізвисько «Марадона від хокею».
Із 1989 року Нателла Красникова припинила виступи за бориспільський «Колос» та збірну СРСР, і стала граючим тренером німецького жіночого хокейного клубу «Айнтрахт» із Франкфурта-на-Майні, де працювала майже двадцять років. Із 2009 року Нателла Красникова очолює тренерський штаб жіночого хокейного клубу «Метробуд» із Санкт-Петербурга.